# ベネチアン
ヴェニシアン（Venetian Hotel & Casino）は、アメリカ合衆国ネバダ州ラスベガスにあるカジノホテルである。イタリアヴェネツィアをイメージしていて、シンボルは鐘楼や運河、そこに浮かぶゴンドラなど。

## 概要
現地語（英語）ではヴェニーシャンと発音する。
現在ベネチアンが建っている場所には、1997年までサンズ（英語版）というホテルがあった。これを爆破解体して1999年にオープンしたのがこのホテルである。高さは145 m。「全室スイート」を標榜しており（もっとも、大部分の部屋は一室に段差を設けてリビングとベッドスペースを分けたいわゆるミニスイートである）、アメリカ人ビジネスマンが泊まりたいホテルにも選ばれている。
隣接地にはマディソン・スクエア・ガーデンと共同で球体型音楽アリーナスフィアが存在

## アトラクション
- グランド・キャナル・ゴンドラ
- ブルーマン・グループ
- ファントム

## レストラン/バー/クラブ
- ボウション (Bouchon)　タイム・マガジンでベストシェフと呼ばれたトーマス・ケラーのレストラン
- ポストリオ (Postrio)　ウルフギャング・パックのカリフォルニア料理